# Hipótesis vecinal máxima

En rojo los países hostiles contra Chile en la hipótesis vecinal 3.

La hipótesis vecinal máxima o hipótesis vecinal 3 (HV3), es un concepto estratégico utilizado en los ámbitos de análisis internacional y defensa en Chile desde fines del siglo XIX. Sostiene que, ante una eventual situación de conflicto con un país vecino, es altamente probable que los otros dos países limítrofes se alineen con el primero en contra de Chile. La HV3 ha sido una hipótesis de estudio en los sectores militares del país, basada en antecedentes históricos y la dinámica de las relaciones internacionales en la región.

## Orígenes y fundamentos
La hipótesis se basa en un análisis histórico de las relaciones de Chile con Argentina, Bolivia y Perú. Desde la independencia de estos países, se han producido diversas disputas territoriales y conflictos diplomáticos que han influido en la percepción de alianzas potenciales en caso de conflicto.
Los fundamentos de la HV3 incluyen:
1. Disputas históricas: Chile ha tenido conflictos territoriales con sus tres vecinos en distintos períodos, tales como la guerra del Pacífico (1879-1884) con Perú y Bolivia, y la disputa del Canal Beagle (1904-1984) con Argentina.[8]
2. Tendencias expansionistas y revanchismo: la teoría sugiere que Argentina busca una salida al Pacífico y Perú mantiene aspiraciones sobre Arica y Tarapacá, mientras que Bolivia sigue exigiendo acceso soberano al mar.[10]
3. Patrones de alianzas previas: a lo largo de la historia, Argentina, Bolivia y Perú han mostrado coincidencias en sus reclamos contra Chile y han manifestado solidaridad diplomática e historiográfica entre ellos en varias instancias.[11]
4. Percepción en el ámbito de la defensa: los análisis estratégicos de las Fuerzas Armadas chilenas consideran que, ante un conflicto con uno de los vecinos, es probable que los otros dos países adopten una postura de presión coordinada contra Chile.[12]

## Antecedentes
A lo largo de la historia, se han registrado diversos episodios que evidencian la posibilidad de la formación de una coalición vecinal contra Chile:
- 1873: Bolivia y Perú suscribieron un pacto secreto conocido como el Tratado de Alianza Defensiva, con el objetivo de protegerse mutuamente en caso de agresión externa. Se intentó incorporar a Argentina en la alianza, lo que fue aprobado por la Cámara de Diputados argentina; sin embargo, el Senado rechazó la adhesión.[13]

- 1878: Argentina buscó acercarse a Perú y Bolivia para establecer una alianza militar contra Chile ante la inminencia de la guerra del Pacífico. Sin embargo, la victoria naval chilena en Iquique y Angamos desalentó la ratificación de la alianza por parte de Argentina.

- 1881: Argentina amenazó con abrir un frente austral de guerra contra Chile si no se firmaba el Tratado de 1881. El plan original del general Julio Argentino Roca contemplaba cortar Chile a la altura de Puerto Montt y tomar todo el territorio austral.

- 1890: Durante conferencias en Washington, Argentina propuso anular las conquistas chilenas de la guerra del Pacífico, con el apoyo de Bolivia y Perú. Chile rechazó el debate y la propuesta fue archivada.

- 1898: Bolivia cedió la Puna de Atacama a Argentina, lo que casi generó un conflicto armado. Se temía que, de estallar la guerra, Bolivia y Perú se unirían para recuperar Tarapacá y Antofagasta.[14]

- 1902: Chile y Argentina estuvieron al borde de la guerra por la delimitación de la divisoria de aguas en la Patagonia. Se especula que Perú y Bolivia esperaban un conflicto para entrar en la contienda.[15]

- 1920: Perú apoyó un golpe en Bolivia que instauró un gobierno con una visión contraria a Chile. Aunque no hay pruebas directas de la participación argentina, existieron intentos de un acercamiento trilateral contra Chile.

- 1944: Círculos militares peronistas planearon una invasión a Chile, posiblemente con el apoyo de Perú y Bolivia. Estados Unidos intervino para evitar la operación.

- 1952: Argentina ocupó territorio en el Alto Palena, generando una crisis fronteriza.[16] Existen antecedentes de acercamientos con Perú y Bolivia durante la disputa.

- 1962: Bolivia intentó activar el TIAR contra Chile por el uso del río Lauca, con Perú y Argentina evaluando una posible intervención.[17]

- 1975-1978: Chile y Argentina estuvieron a horas de una guerra por la crisis del Canal Beagle. Argentina contaba con el plan de invasión denominado «Operación Soberanía». Perú y Bolivia reforzaron sus capacidades militares, y existieron planes para un ataque coordinado. El gobierno peruano de Juan Velasco Alvarado, fortalecido por una masiva adquisición de armamento soviético y europeo, elaboró un plan denominado «Negro» que buscaba invadir territorio chileno, con el día D fijado para el 6 de agosto. Este plan contemplaba la captura de Arica, Iquique y, en algún momento, Antofagasta, que sería entregada a Bolivia como parte de una estrategia geopolítica. Mientras tanto, Chile, consciente de su desventaja militar, tomó medidas defensivas, incluyendo la instalación de minas en la frontera y el fortalecimiento de su presencia en Arica.[18] Además Chile intentó apartar a Bolivia de aliarse con Argentina y Perú mediante el acuerdo de Charaña, el cual daría puerto soberano en el Pacífico a Bolivia. Como consecuencia de la crisis del Beagle, no resuelta hasta el tratado de 1984 y el riesgo de una guerra, Chile prestó ayuda logística al Reino Unido en la guerra de las Malvinas en detrimento de Argentina.[19]

## Implicaciones en la política exterior y defensa
La HV3 ha influenciado la política exterior chilena y sus estrategias de defensa. Entre sus implicaciones destacan:
- Política de disuasión: Chile ha mantenido una fuerte capacidad militar como medio de disuasión ante posibles amenazas simultáneas en sus fronteras.
- Diplomacia de equilibrio: ha procurado mantener relaciones bilaterales equilibradas con cada uno de sus vecinos para evitar alianzas en su contra.[8]
- Estrategias de alianzas extrarregionales: Chile ha fortalecido lazos con potencias extrahemisféricas y organismos multilaterales para garantizar apoyo en caso de conflictos regionales.[10]
- Uso de minas antipersonales: los militares chilenos protegieron las fronteras de Chile con minas antitanque y antipersonales en los años 70 y 80.

## Críticas y controversias
La hipótesis vecinal máxima ha sido objeto de críticas por parte de analistas que la consideran una visión pesimista de las relaciones internacionales en Sudamérica. Se argumenta que los procesos de integración regional, como Mercosur y la Alianza del Pacífico, han reducido la posibilidad de conflictos armados en la región.
Sin embargo, sus defensores sostienen que la historia ha demostrado reiteradamente la tendencia de Argentina, Bolivia y Perú a actuar de manera coordinada en temas territoriales y políticos contra Chile, lo que justificaría la vigencia de esta hipótesis en la planificación estratégica chilena.
La HV3 sigue siendo un punto de referencia en el análisis de defensa y política exterior de Chile. Aunque ha sido criticada como una postura excesivamente realista, sigue influyendo en la estrategia de seguridad del país, reflejando las complejas relaciones históricas y geopolíticas de la región.